# Каско (переписна місцевість, Мен)
Каско (англ. Casco) — переписна місцевість (CDP) в США, в окрузі Камберленд штату Мен. Населення — 582 особи (2020).

## Географія
Каско розташоване за координатами 44°0′6″ пн. ш. 70°31′58″ зх. д. / 44.00167° пн. ш. 70.53278° зх. д. (44.001690, -70.532759).  За даними Бюро перепису населення США в 2010 році переписна місцевість мала площу 9,17 км², з яких 8,50 км² — суходіл та 0,67 км² — водойми.

## Демографія
Згідно з переписом 2010 року, у переписній місцевості мешкало 587 осіб у 249 домогосподарствах у складі 156 родин. Густота населення становила 64 особи/км².  Було 348 помешкань (38/км²).
Расовий склад населення:
| - 95,4 % — білих - 0,5 % — корінних американців - 0,2 % — чорних або афроамериканців - 0,2 % — азіатів |

До двох чи більше рас належало 3,7 %. Частка іспаномовних становила 0,9 % від усіх жителів.
За віковим діапазоном населення розподілялося таким чином: 22,8 % — особи молодші 18 років, 60,8 % — особи у віці 18—64 років, 16,4 % — особи у віці 65 років та старші. Медіана віку мешканця становила 43,0 року. На 100 осіб жіночої статі у переписній місцевості припадало 94,4 чоловіків;  на 100 жінок у віці від 18 років та старших — 95,3 чоловіків також старших 18 років.
Середній дохід на одне домашнє господарство  становив 65 219 доларів США (медіана — 66 042), а середній дохід на одну сім'ю — 75 866 доларів (медіана — 73 906). За межею бідності перебувало 4,2 % осіб, у тому числі 0,0 % дітей у віці до 18 років та 20,9 % осіб у віці 65 років та старших.
Цивільне працевлаштоване населення становило 376 осіб. Основні галузі зайнятості: мистецтво, розваги та відпочинок — 22,6 %, транспорт — 15,4 %, виробництво — 14,6 %.